# Letteratura siriaca

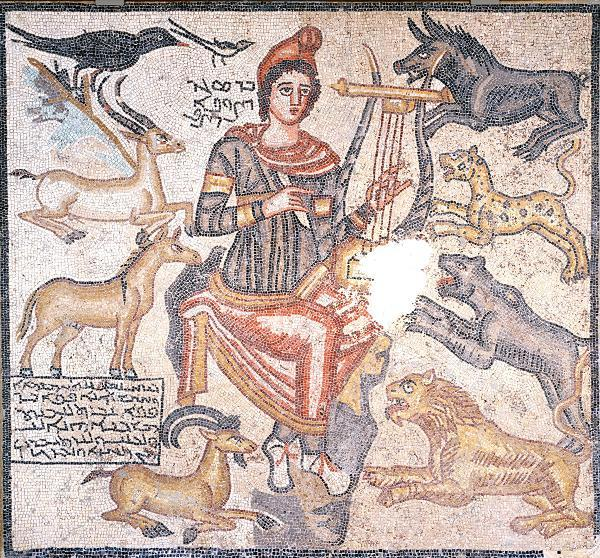
Una delle più antiche testimonianze di siriaco: mosaico (Orfeo doma le fiere) con un'iscrizione nel dialetto di Edessa (194 d.C.)

La letteratura siriaca, varietà delle letterature aramaiche, è la letteratura scritta in lingua siriaca, ovvero la principale tra le varianti orientali e cristiane della lingua aramaica nella sua fase media (ca. II secolo a.C. - XII secolo d.C.), parlata e scritta dal popolo dei Siri o Assiri, discendenti degli antichi Aramei.

Questi "Siri" o "Assiri" non vanno confusi con l'antica civiltà assira che popolò l'Assiria nel II e nel I millennio a.C.
La lingua siriaca classica standard venne basata sulla parlata della città sira di Edessa (oggi Şanlıurfa, nell'attuale Turchia).
Venne scritta quasi del tutto con un proprio alfabeto, l'alfabeto siriaco, variante degli alfabeti aramaici.
La grande maggioranza delle opere, soprattutto di quelle originali, ha un contenuto religioso cristiano;
tanto da rappresentare la letteratura più importante, sia per l'estensione che per il contenuto, dell'antico Oriente cristiano.

## Storia

### Gli inizi (II e III secolo)

#### Bibbie

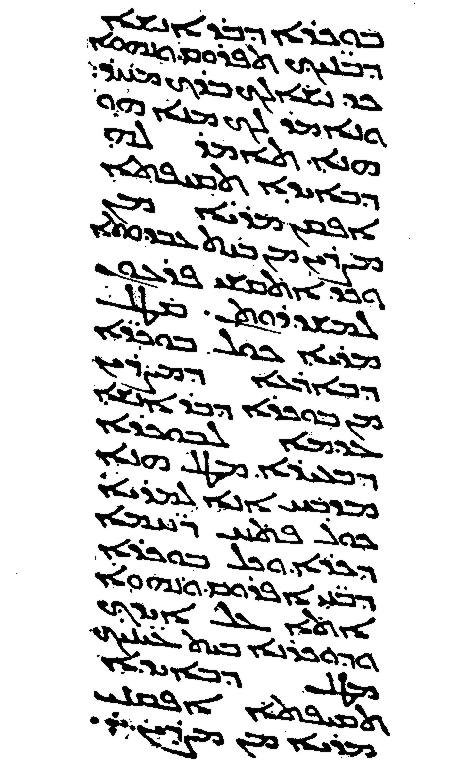
Pagina della Peshitta (Libro dell'Esodo, 13,14-16), Amida, 464 d.C.

La prima letteratura cristiana in siriaco classico fu costituita dalle versioni siriache della Bibbia: 
- Diatessaron (in greco: "Attraverso i quattro"), traduzione e sintesi dei quattro Vangeli in un unico racconto, scritto da Taziano il Siro nel II secolo e usato per oltre due secoli come versione ufficiale[5]
- Vetus Syra (Vecchia siriaca)[6], della quale sono sopravvissute soltanto due traduzioni dei quattro Vangeli:
  - Versione siriaca curetoniana
  - Versione siriaca sinaitica o Palinsesto sinaitico
- Siro-palestinese
- Siro-esaplare, traduzione della Septuaginta
- Peshitta, traduzione dell'Antico Testamento e del Nuovo Testamento dalle tre lingue originali (ebraico, aramaico biblico e greco)[7][8][9][10]

Questa traduzione diventò la versione ufficiale.
- Filosseniana
- Harclense

#### Apocrifi
Come tutta la letteratura cristiana antica, anche la letteratura siriaca produsse, e tradusse, un buon numero di apocrifi biblici.
Tra gli Apocrifi del Nuovo Testamento:
- Anafora di Addai e Mari
- Apocalisse dello pseudo-Metodio
- Apocalisse di Bahira
- Atti di Taddeo
- Atti di Tommaso
- Didascalia apostolorum
- Didascalia di Addai[11]
- Dottrina di Addai

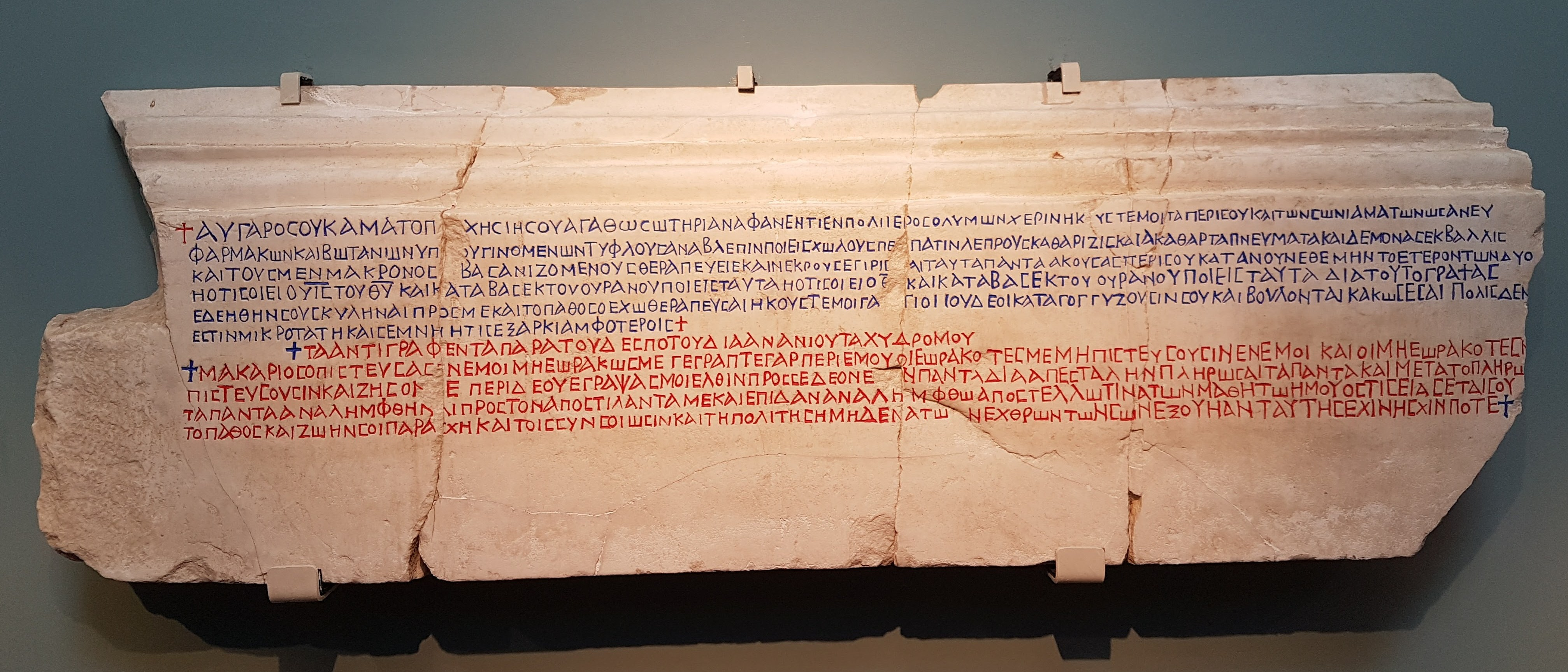
Riproduzione, da parte dell'Ashmolean Museum di Oxford, delle lettere tra re Abgar V e Gesù, da una versione in greco dell'anno 400 custodita presso il Museo archeologico di Efeso (Turchia)

- Lettere di Gesù e di re Abgar di Edessa
- Storia di Ahikar
- Vangelo arabo dell'infanzia
- Vangelo dell'infanzia di Tommaso
- Vangelo di Bardesane

Fra gli Apocrifi dell'Antico Testamento:

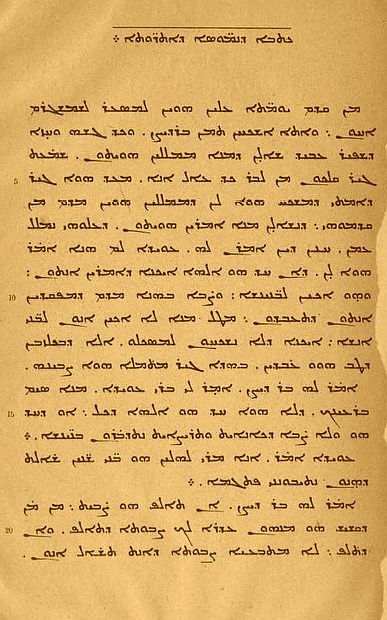
Bardesane di Edessa, Libro delle leggi dei paesi o Dialogo sul fato.

- Apocalisse di Esdra o 4 Esdra (canonica per le Chiese sire)
- Apocalisse di Baruc (canonica per le Chiese sire)
- Odi di Salomone
- Protovangelo di Giacomo
- Quinto libro dei Maccabei (canonico per le Chiese sire)[12]
- Salmi 152-155 (canonici per le Chiese sire)
- Salmi di Salomone[13]
- Testamento di Adamo
- Trattato di Sem[14]
- Vite dei profeti

#### Scritti non biblici

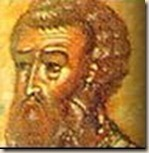
Mara Bar Serapion.

Risale a quest'epoca la Lettera di Mara Bar Serapion, scritta dallo stoico Mara bar Serapion, probabilmente una delle prime fonti storiche non cristiane su Gesù; anche se ci è pervenuta in un manoscritto più tardo, del VI-VII secolo.
Tra la seconda metà del II secolo e l'inizio del III spicca la figura dello scrittore e filosofo Bardesane di Edessa (154-222), considerato il vero fondatore della letteratura siriaca. Forse identica ad un altro scritto di cui ci è rimasto soltanto il nome (Dialogo sul Fato), l'opera Libro delle Leggi dei Paesi, proveniente dalla Scuola di pensiero di Bardesane a Edessa anche se scritta dal suo discepolo Filippo, è la più antica opera letteraria in siriaco che si conosca, eccettuate alcune delle succitate traduzioni dalla Bibbia; e una delle migliori tanto nello stile quanto nella composizione concettuale.
Durante il III sec. risalta l'opera dell'iranico Mani, fondatore della religione manichea, che scrisse libri di teologia sia in siriaco che in persiano pahlavi.

### L'età dell'oro (IV secolo)

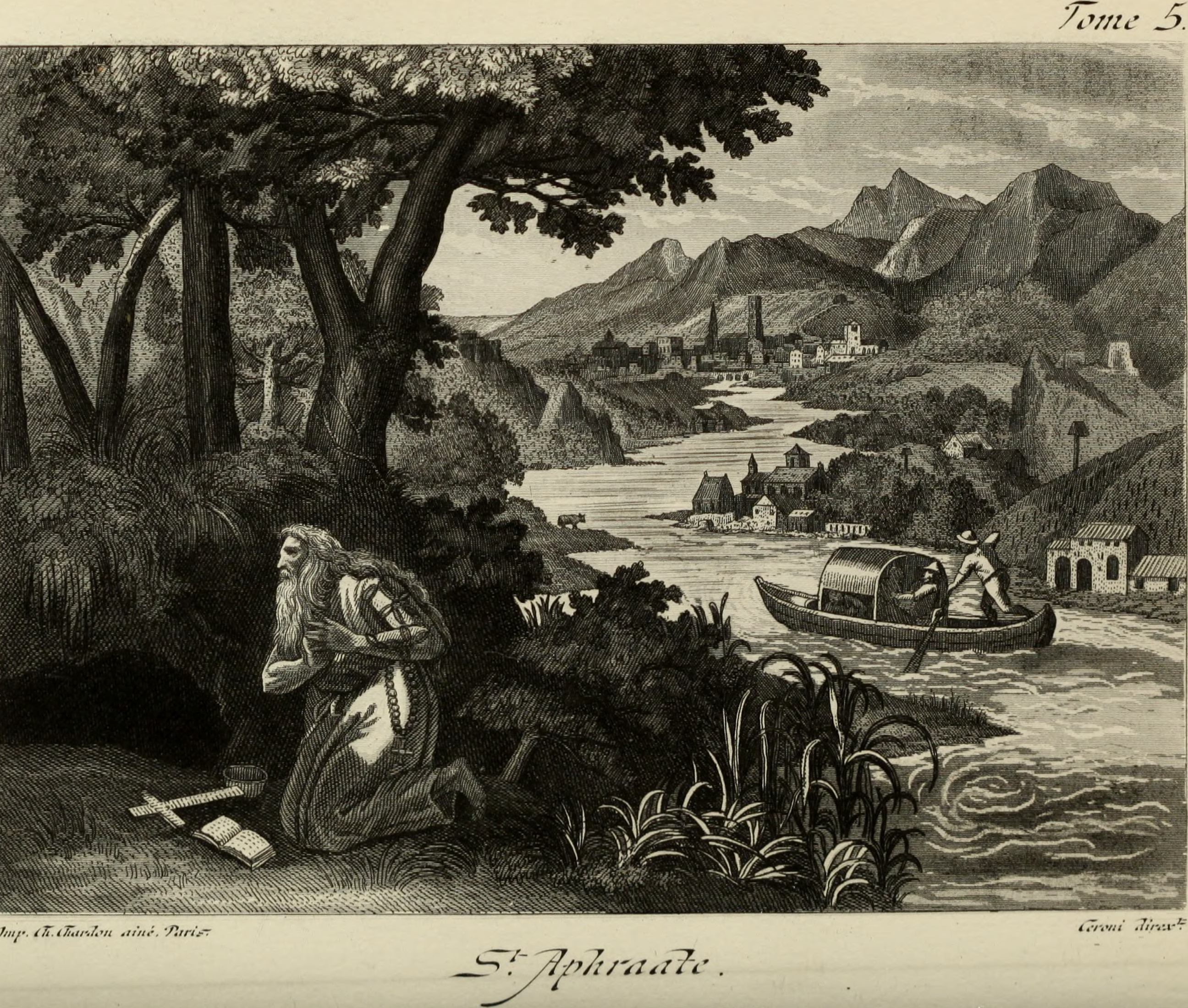
Rappresentazione di Afraate (Vol. Les Vies des Pères des Déserts d'Orient, Parigi, 1886)

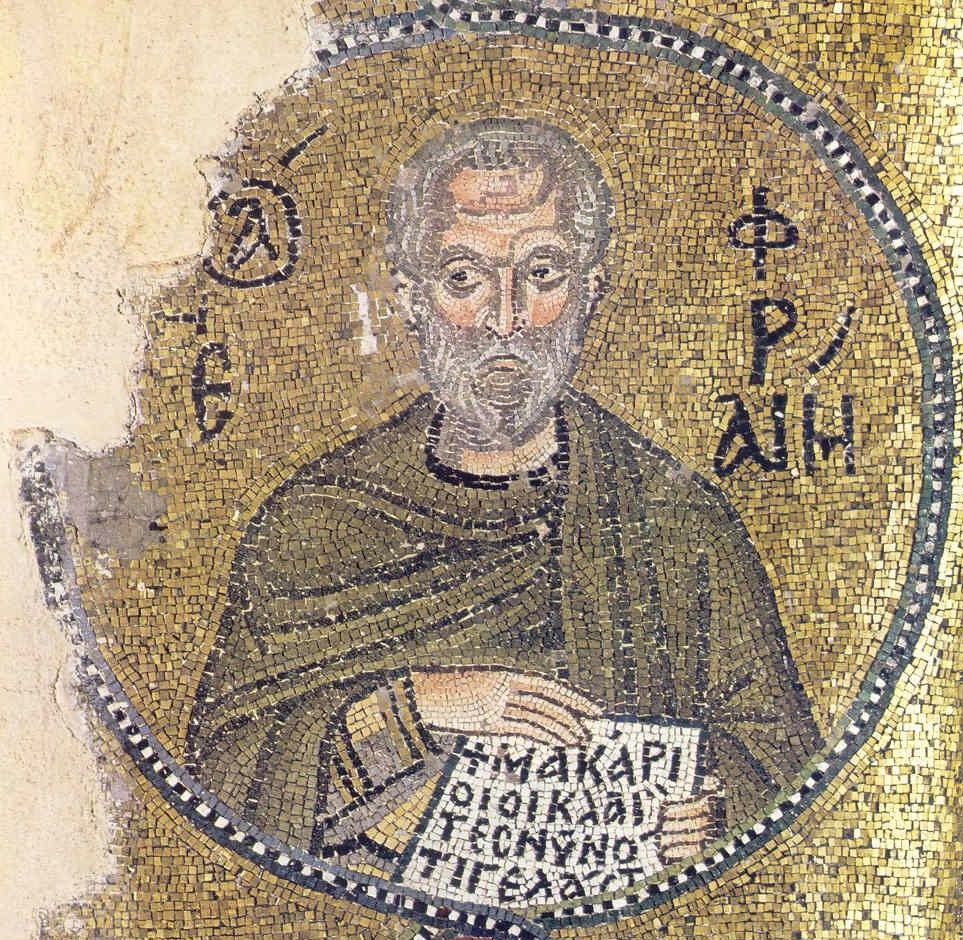
Mosaico di S. Efrem il Siro, Monastero di Nea Moni, Isola di Chio (Grecia).

Il IV secolo viene considerato l'età dell'oro della letteratura siriaca. I due giganti di questo periodo furono Sant'Afraate, che scrisse 23 discorsi ed omelie per la Chiesa in Persia chiamate "dimostrazioni" o "esposizioni"; e Sant'Efrem il Siro, dottore della Chiesa, che scrisse inni, poesie e prose per la Chiesa delle frontiere dell'Impero romano. 
Importanti anche San Maruta, autore di un'anafora per il rito siro e di una traduzione dei canoni del concilio di Nicea; le poesie di Cirillona; gli anonimi Liber graduum ("Il libro dei passi"), trattato sulla guida spirituale, e Atti di Mar Mari, tra le più importanti agiografie in siriaco. 
Il vescovo Rabbula, che bandì l'uso del Diatessaron in favore dei quattro Vangeli (Vangeli Rabbula), fu probabilmente l'ultimo autore di stretta osservanza cattolica.

### Il V e VI secolo
Il V secolo vide la fondazione, nell'Impero persiano (che all'epoca comprendeva anche la Mesopotamia) di una Chiesa d'Oriente che presto si separò dall'ecumene cristiana. Ciò ebbe una forte ripercussione nei rapporti tra i cristiani siro-orientali ("persiani") e quelli siro-occidentali ("romani"): quando nel 431 il concilio di Efeso convocato dall'Imperatore romano d'Oriente Teodosio II condannò il duofisismo (e, con esso, la dottrina di Nestorio), la Chiesa d'Oriente non riconobbe tale condanna, riconosciuta invece dalla Chiesa siro-occidentale. Quest'ultima però nel 451 non riconobbe la condanna del monofisitismo decisa dal concilio di Calcedonia convocato dall'imperatore Flavio Marciano; e nel VI secolo si riorganizzò ad opera di Giacomo Baradeo (m. 578), arcivescovo di Edessa, evolvendosi nella Chiesa ortodossa siriaca o Chiesa "giacobita" che da Giacomo Baradeo prese il nome.

Inizio del Vangelo di Giovanni nelle tre varietà dell'alfabeto

La separazione tra le due Chiese portò alla formazione di due letterature parallele, con posizioni divergenti riguardo alla cristologia. Ciò ebbe ripercussioni persino nella scrittura del siriaco, in quanto il tradizionale alfabeto "estrànghelo" (dal gr. στρογγύλη, "rotondo") si evolse nel nuovo alfabeto "serto" ("lineare") od "occidentale"nelle Chiese occidentali, e nell'alfabeto "madnhaya" ("orientale")in quelle orientali. Invece non subì conseguenze la qualità letteraria.
Questi due secoli seguenti l'età d'oro furono sotto molti aspetti una continuazione della stessa, in quanto si affermarono importanti poeti e teologi. Per cominciare va citato il non ben identificato Isacco di Antiochia, autore di bellissime omelie in versi, varie poesie ed alcuni inni sacri. Tra gli scrittori siro-occidentali abbiamo Stefano Bar Sudhaile, Giacomo di Sarug, Filosseno di Mabbug, Giacobbe di Edessa, Giovanni il Solitario (noto anche come Giovanni di Apamea) e Balai di Qenneshrin, autore di pregevoli inni. Fra le opere di storia è degna di nota la Cronaca di Giosuè lo Stilita; tra i testi anonimi la Cronaca di Arbela. L'anonimo Martirologio siriaco o Breviario siriaco del 411, probabile traduzione dal greco, fu il primo martirologio della storia. Nella successiva fase "giacobita" furono notevoli Giovanni da Efeso (506-588), che ci ha lasciato opere di storiografia ed agiografia, Pietro III di Callinico e Ahudemmeh.

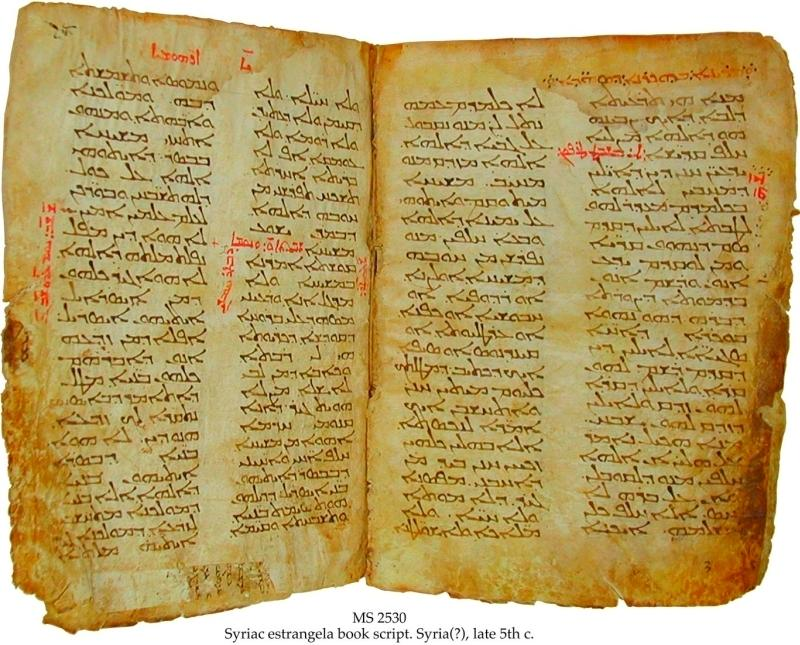
Manoscritto siriaco in alfabeto estrànghelo, fine del V sec. d.C.

Tra gli autori siro-orientali, il cui monachesimo venne rinnovato da Abramo di Kashkar, i principali furono Iba di Edessa (noto per aver tradotto dal greco al siriaco le opere di Teodoro di Mopsuestia), Ahai, Babai il Grande, Isacco di Ninive, Narsai, il suo pronipote Abramo di Bet Rabban, Mar Aba I, Tommaso di Edessa, Mār Abhā di Kashkar, Gabriele bar Lipeh e Ciro di Edessa. L'anonima storia sacra intitolata Caverna dei tesori esiste nelle due versioni dell'alfabeto, occidentale e orientale.
A questo periodo appartengono anche molte eccellenti traduzioni dal greco: Romanzo di Alessandro, Aristotele, Ippocrate, Galeno, Plutarco, e altri. In siriaco conserviamo molta letteratura sapienzale scritta originalmente in lingua pahlavi (la lingua persiana dell'epoca) che è andata perduta nella lingua originale o di provenienza (ad esempio Calila e Dimna). Le traduzioni dei testi filosofici greci cominciarono all'inizio del VI secolo con le versioni dei primi libri dello Organon di Aristotele, e continuarono nel corso del secolo e oltre con le traduzioni e i commenti di Proba, Sergio di Reshaina, Paolo il Persiano e Severo Sebokht, quest'ultimo sia traduttore che autore tanto di testi filosofici quanto scientifici, soprattutto di astronomia. Importanti anche le traduzioni anonime del filosofo greco Temistio.
In quanto lingua comune dell'Impero romano d'Oriente il greco esercitò un'importante influenza sul siriaco; tanto più che fu il greco la lingua letteraria di importanti scrittori siri quali i cronisti ecclesiastici Teodoreto di Cirro e Sozomeno, il filosofo cristiano Pseudo-Dionigi l'Areopagita, lo storico Giovanni Malalas e il filosofo, astronomo e cartografo Cosma Indicopleuste.

### Il VII e VIII secolo

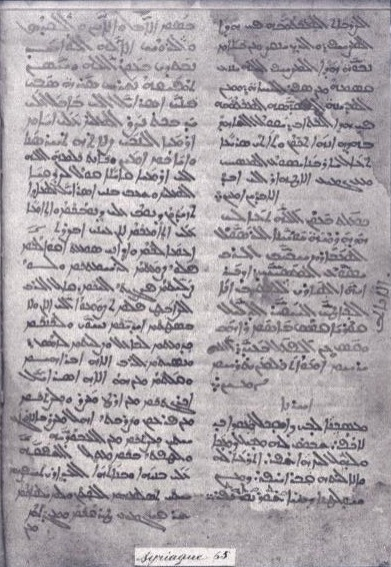
Manoscritto arabo in alfabeto Gharsuni, Storia della cattività babilonese, 1594

Con l'avvento e l'espansione dell'Islam attraverso il Medio Oriente il processo di ellenizzazione del siriaco, che fu notevole nel VI secolo e all'inizio del VII, rallentò fino a terminare. Lo storico Giovanni bar Penkaye ci fornisce una descrizione della conquista araba. Un parziale resoconto della stessa è contenuto in un'opera di Giorgio di Reshaina; ovvero la sua biografia, fortemente critica, di Massimo il Confessore. Tuttavia gli arabi non repressero la letteratura cristiana e la lasciarono vivere per sette secoli nei monasteri: si vedano ad es. le opere di Maruta di Tikrit, di Dadisho Qatraya, e di Gabriele Arya; il Libro della perfezione di Sahdona; e gli scritti monastici di Simone di Taibuteh, Gregorio di Cipro, Giuseppe Hazzaya e Giovanni di Dalyata. Le cronache più importanti dell'epoca, anonime, furono: il Romanzo di Giuliano, anche se romanzato e di datazione insicura, e la Cronaca di Zuqnin del 775.
Intanto la gente comune, compresi i cristiani, assimilava gradualmente la lingua dei nuovi dominatori. Questa progressiva sostituzione della lingua, con il passare dei secoli, porterà alla formazione di una letteratura sira di contenuto cristiano ma in lingua araba. Queste comunità sire arabo-cristiane scrissero spesso l'arabo con un adattamento dell'alfabeto siriaco, denominato Garshuni.
In Mesopotamia e Persia, soggette all'impero persiano ma anch'esse conquistate dagli arabi (651) e sulla via di una graduale islamizzazione, i nestoriani si riorganizzarono e pubblicarono una nuova sistematizzazione del proprio pensiero nel Synodicon orientale, scritto tra il 775 e il 790.
Le traduzioni dei filosofi greci continuarono in questi due secoli con le opere dei teologi e filosofi Attanasio di Balad, Giorgio delle Nazioni e il già citato Giacobbe di Edessa. Queste versioni, molte delle quali tradotte in seguito in arabo, furono essenziali per trasmettere agli arabi il sapere del mondo greco. 

Le traduzioni teologiche dal greco ebbero come protagonista Paolo di Edessa, che tradusse in siriaco opere di Severo di Antiochia, Gregorio Nazianzeno ed altri. 

Teofilo bar Toma di Edessa (m. 785) tradusse dal greco l'Iliade e l'Odissea di Omero, oltre ad avere scritto testi di astronomia.

### L'età dell'argento (dal IX al XIII secolo)

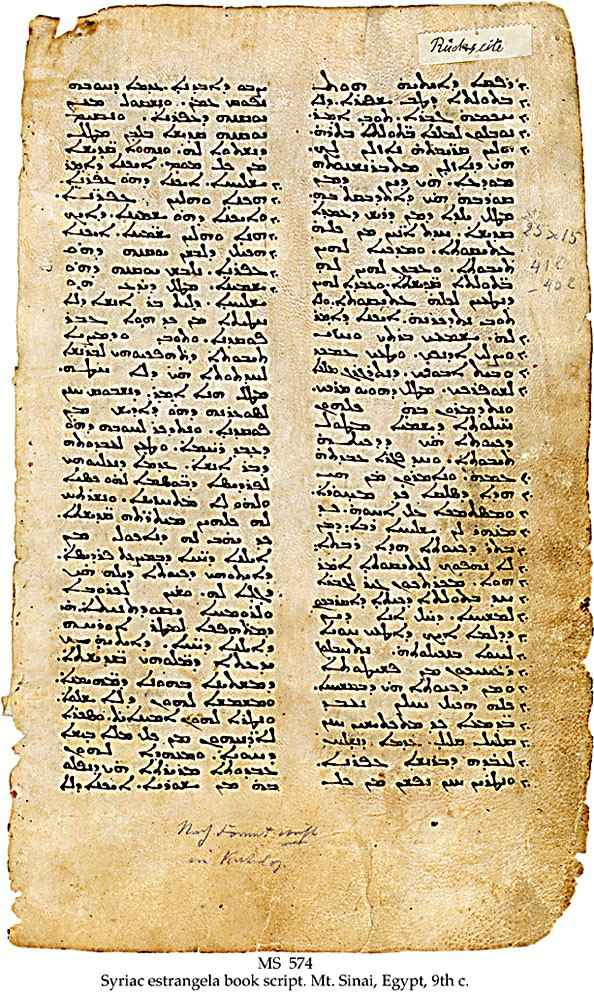
Pagina di una traduzione siriaca della Omelia sul Vangelo secondo Giovanni di San Giovanni Crisostomo. Manoscritto del IX secolo in alfabeto estrangelo, dal Monastero di Santa Caterina, Monte Sinai. Collezione Schøyen (MS 574)

Le lettere siriache entrarono nell'età dell'argento all'incirca dal IX secolo. Le opere di questo periodo furono più enciclopediche e, in senso lato, scolastiche.
Un protagonista delle traduzioni filosofiche dal siriaco (e dal greco) all'arabo fu Abu Bishr Matta ibn Yunus. A queste si affiancarono traduzioni scientifiche ad opera di medici quali Yuhanna ibn Masawayh, Jibra’il II ibn Bakhtīshū‘, Hunayn ibn Ishaq e Hubaysh ibn al-Hasan ibn al-A'sam; e di matematici e astronomi come Thābit ibn Qurra. Un autore di opere originali di medicina in siriaco fu Yahya ibn Sarafyun, nonostante i suoi trattati ci siano pervenuti soltanto in traduzioni greche e arabe.
Il graduale passaggio della lingua parlata di molte comunità dal siriaco all'arabo portò ad una letteratura originale cristiana sira in arabo, come la Storia Universale del melchita Agapio di Gerapoli e le opere di Mari ibn Sulayman, Sliwa bar Yuhanna e ʿAmr ibn Mattā.
Tra gli scrittori originali in siriaco si distinsero il patriarca Isho bar Nun, nonostante poco ci si rimasto, Antonio di Takrīt, autore di un libro di retorica, di un trattato sui sacramenti e di vari inni sacri; il biografo Ishodenah di Bassora, possibile autore della Cronaca di Seert; lo storico ecclesiastico Tommaso di Marga, autore del Liber superiorum; Giorgio di Arbela, autore di un trattato di giurisprudenza e forse del trattato liturgico Expositio officiorum; i cronisti e teologi Elia di Nisibi e Michele il Siro; le anonime Cronaca dell'819 e Cronaca dell'846; i teologi Mosè bar Kepha e Giovanni di Dara; e i commentatori biblici Ishodad di Merv e Dioniso bar Salibi. Severo bar Shakko, che si occupò di logica, filosofia e grammatica,  scrisse il nel 1231 il Libro dei tesori, trattato teologico; e il Libro dei dialoghi, enciclopedia delle scienze profane in forma di domande e risposte.

Nell'XI secolo il vescovo maronita Dawud (Davide) tradusse dal siriaco all'arabo la raccolta teologica anonima denominata Kitab al-Huda ("Il libro della guida"). 

Nel 1886 fu rinvenuta nei pressi di Urmia l'anonima Storia di Mar Yahballaha III e di Rabban Bar Sauma, che racconta il viaggio dalla Cina alla Siria compiuto dai due protagonisti nel XIII sec.. 

Importanti anche le poesie liturgiche raccolte da Giorgio Warda nell'antologia Kthābhā d-wardā ("Libro della Rosa").
Il massimo personaggio di questa epoca fu, nel XIII secolo, il poliedrico e versatile Gregorio Barebreo, che scrisse sia opere religiose che profane.
A conclusione del periodo "classico" troviamo Abdisho bar Berika, metropolita di Nisibi († 1318), che ha lasciato: un trattato sui dogmi chiamato Marganitha, opere sul diritto canonico, cinquanta omelie di argomento teologico, ed un prezioso Catalogo metrico dei poeti, soprattutto nestoriani.

### Le invasioni mongole e l'età moderna

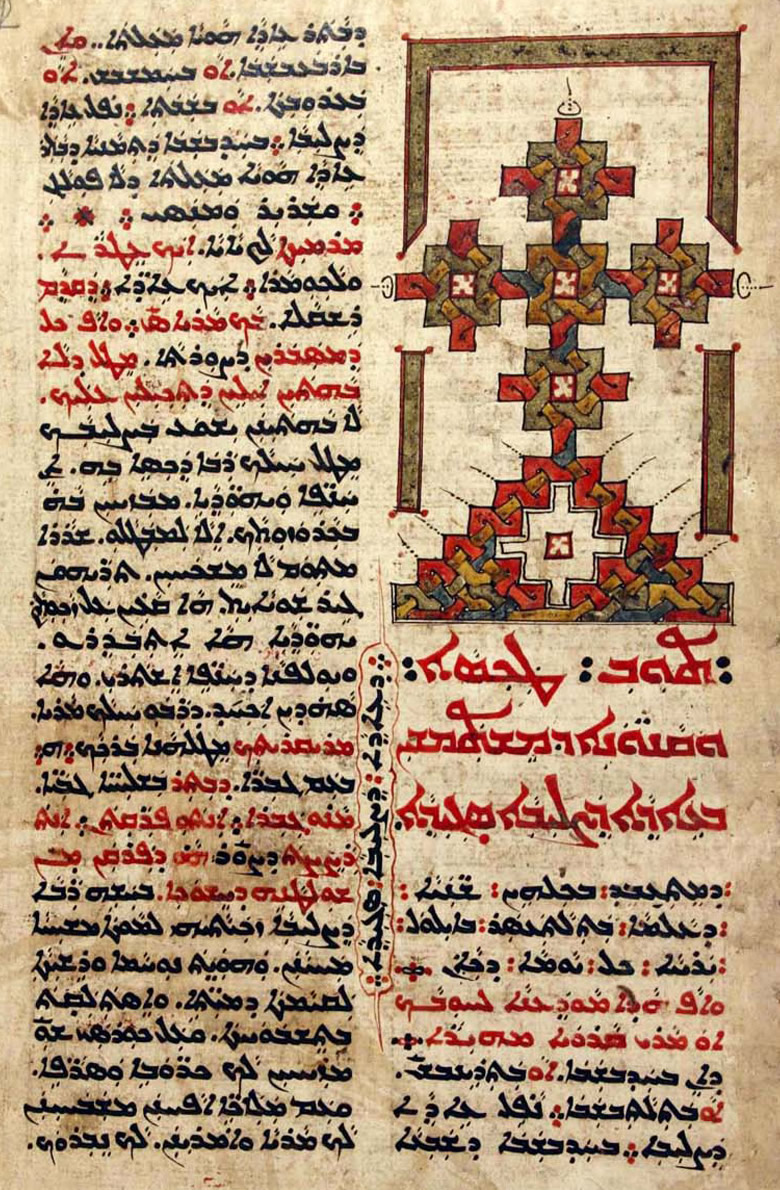
Manoscritto liturgico in alfabeto nestoriano, Biblioteca apostolica vaticana, XVII sec.

In seguito alle invasioni mongole della Siria (XIII secolo) e alla conversione dei Mongoli all'Islam iniziò un periodo di regresso e di ristrettezze per la cultura siriaca. Ciononostante essa non è mai morta. Dal XIV secolo ai giorni nostri si è assistito ad una fioritura letteraria "neo-siriaca" costituita da una duplice tradizione: da una lato viene continuata la tradizione della letteratura "siriaca classica" del passato; dall'altro vengono utilizzate le meno omogenee lingue colloquiali moderne parlate dalle comunità di religione cristiana. La prima di queste fioriture del "neo-siriaco" fu la letteratura del XVII secolo della scuola di Alqosh, nell'Iraq settentrionale, che portò all'affermazione del "neo-aramaico caldeo" come lingua letteraria. Nel XIX secolo cominciò un'attività editoriale ad Urmia, nell'Iran settentrionale; la quale portò alla formazione di un dialetto "urmiano generale" del "neo-aramaico assiro" come standard di molta letteratura "neo-siriaca". La relativa semplicità dei metodi editoriali moderni ha incoraggiato altre lingue colloquiali "neo-aramaiche", come il Turoyo ed il Senaya, a produrre opere letterarie. Il migliore esponente di questa letteratura "neo-siriaca" nel XX secolo è stato probabilmente lo scrittore ed insegnante Yuhanon Qashisho. Anche la creazione letteraria nella lingua "siriaca classica" continua tuttora, specialmente tra i membri della Chiesa ortodossa siriaca, dove agli studenti dei monasteri della Chiesa viene insegnato un siriaco classico riportato in vita, scritto e parlato, detto "Kṯoḇonoyo" ("Lingua del Libro").

## Pubblicazioni odierne sulla letteratura siriaca
L'Università Cattolica di Lovanio (Belgio) e l'Università Cattolica d'America di Washington (USA) pubblicano in collaborazione una raccolta di testi cristiani antichi, con particolare riguardo ai testi in siriaco, denominata Corpus Scriptorum Christianorum Orientalium (CSCO).

François Graffin è il curatore editoriale del progetto in corso per la pubblicazione delle opere dei Padri della Chiesa orientali, intitolato Patrologia Orientalis. 

Una delle case editrici più attive nel campo della letteratura siriaca è Gorgias Press, con sede a Piscataway (New Jersey) (USA), fondata da George Kiraz.

In Francia l'editore Geuthner (nome completo Librairie orientaliste Paul Geuthner) pubblica una collana intitolata "Études syriaques" (Studi siriaci) e una rivista accademica dal nome «Cahiers d'études syriaques» (Quaderni di studi siriaci). 

Gli editori italiani che si occupano maggiormente del settore sono: "Paideia" (oggi marchio della Claudiana), Qiqajon (Comunità di Bose), Paoline e Lipa (Centro Aletti).

## Galleria d'immagini

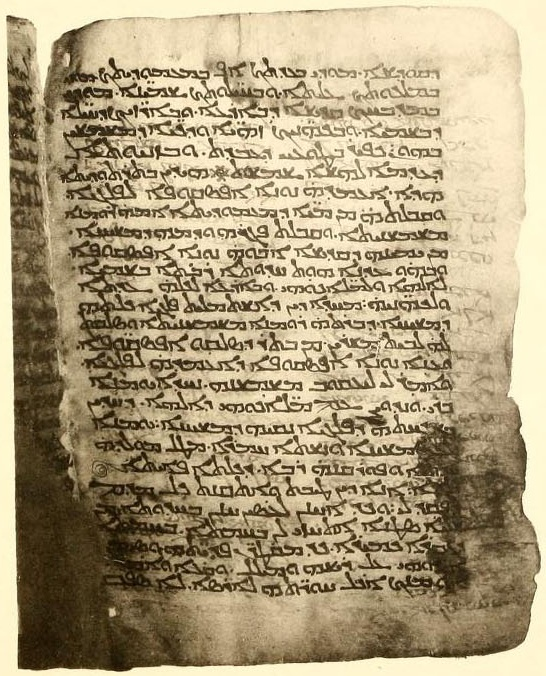
Pagina del Palinsesto sinaitico (Giovanni 5.46-6.11)
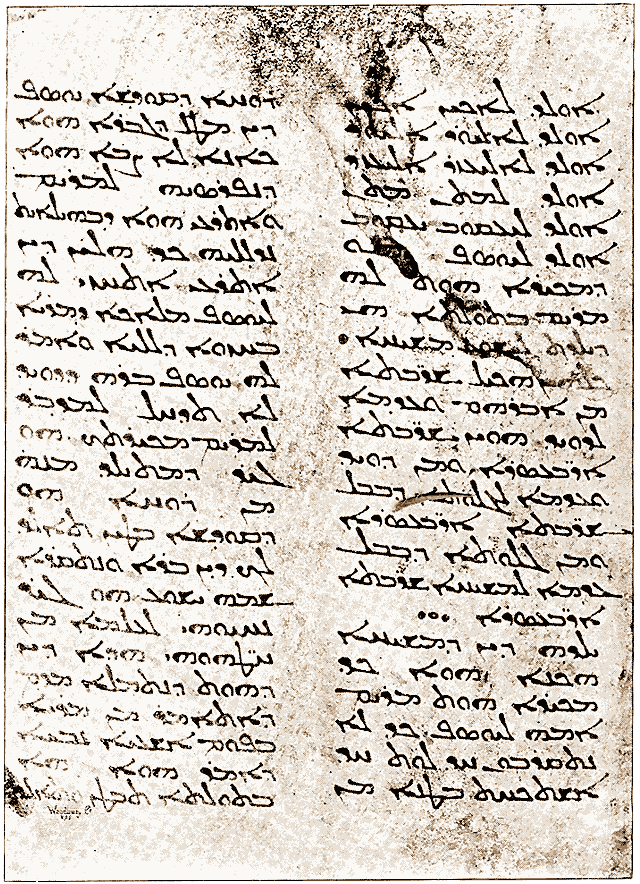
Pagina dei Vangeli curetoniani
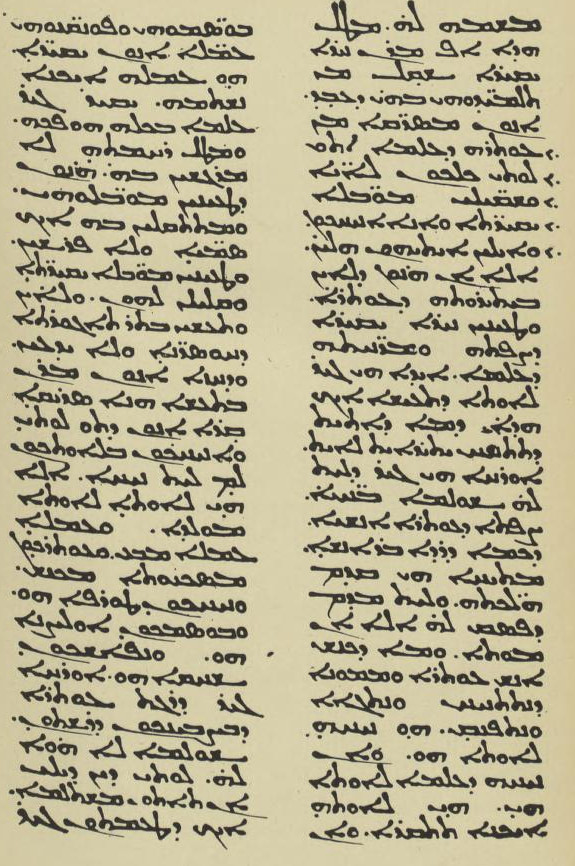
Fac-simile di pagina dei Discorsi di Filosseno di Mabbug.
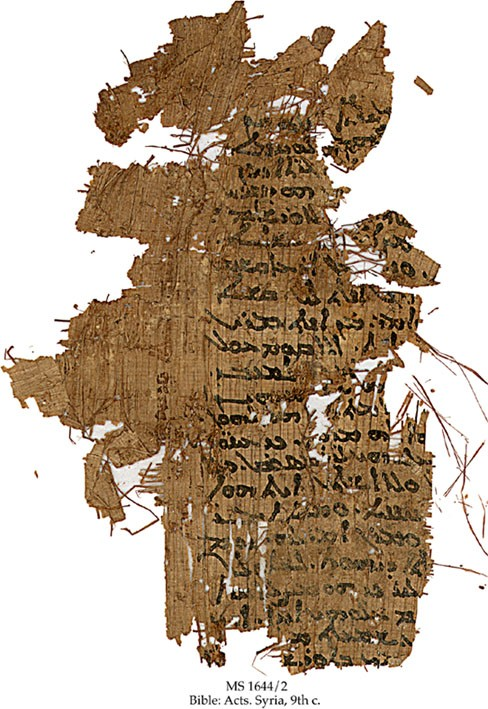
Frammento in papiro degli Atti degli Apostoli in alfabeto serto, IX sec.
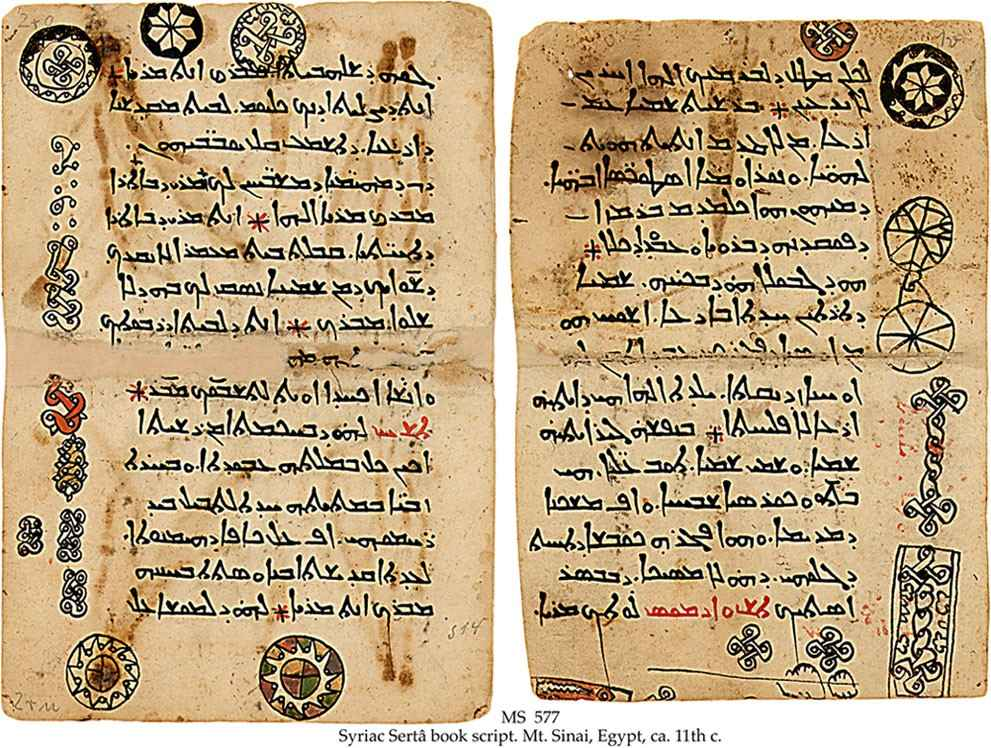
Manoscritto siriaco in alfabeto serto, XI sec.
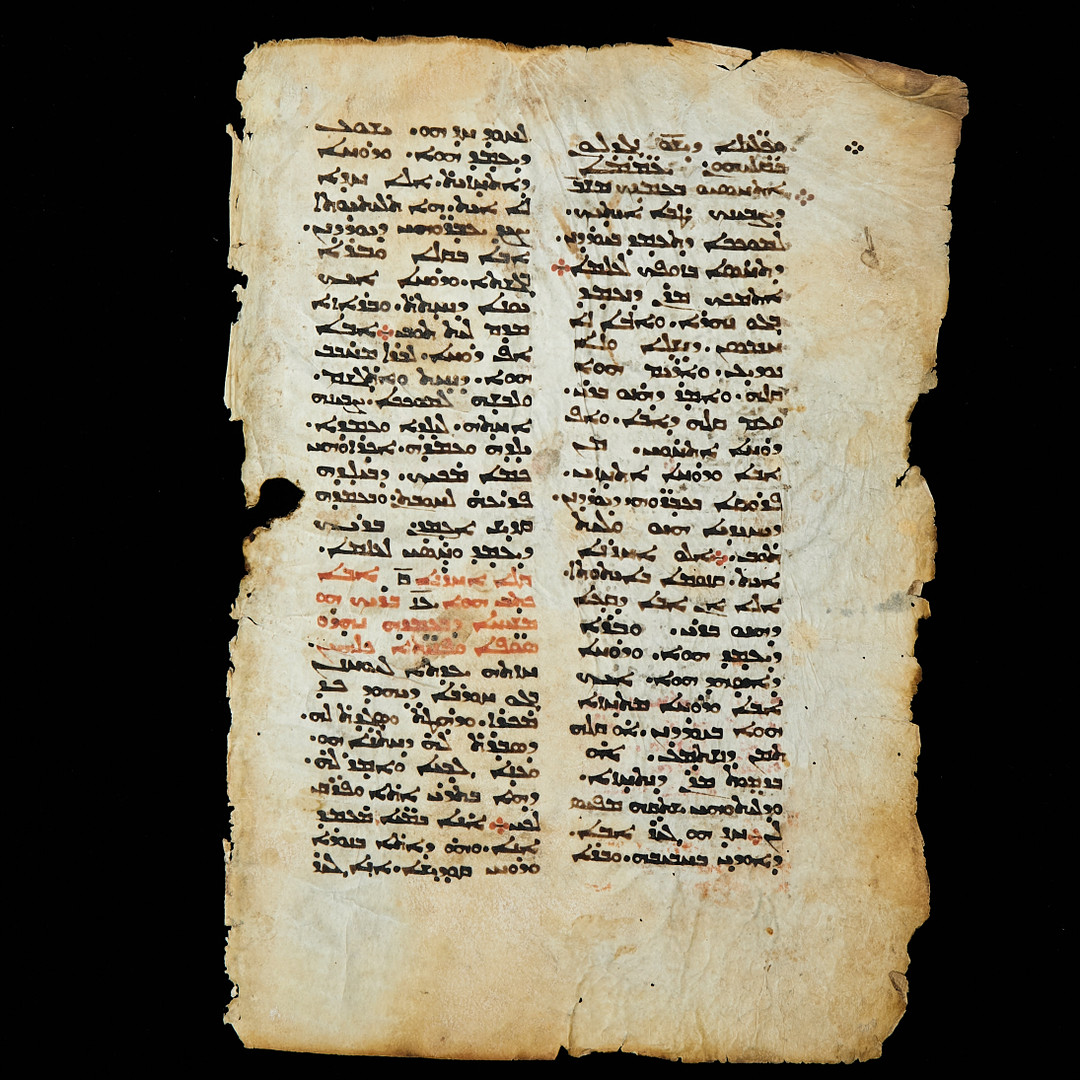
Manoscritto liturgico siriaco, XI sec.
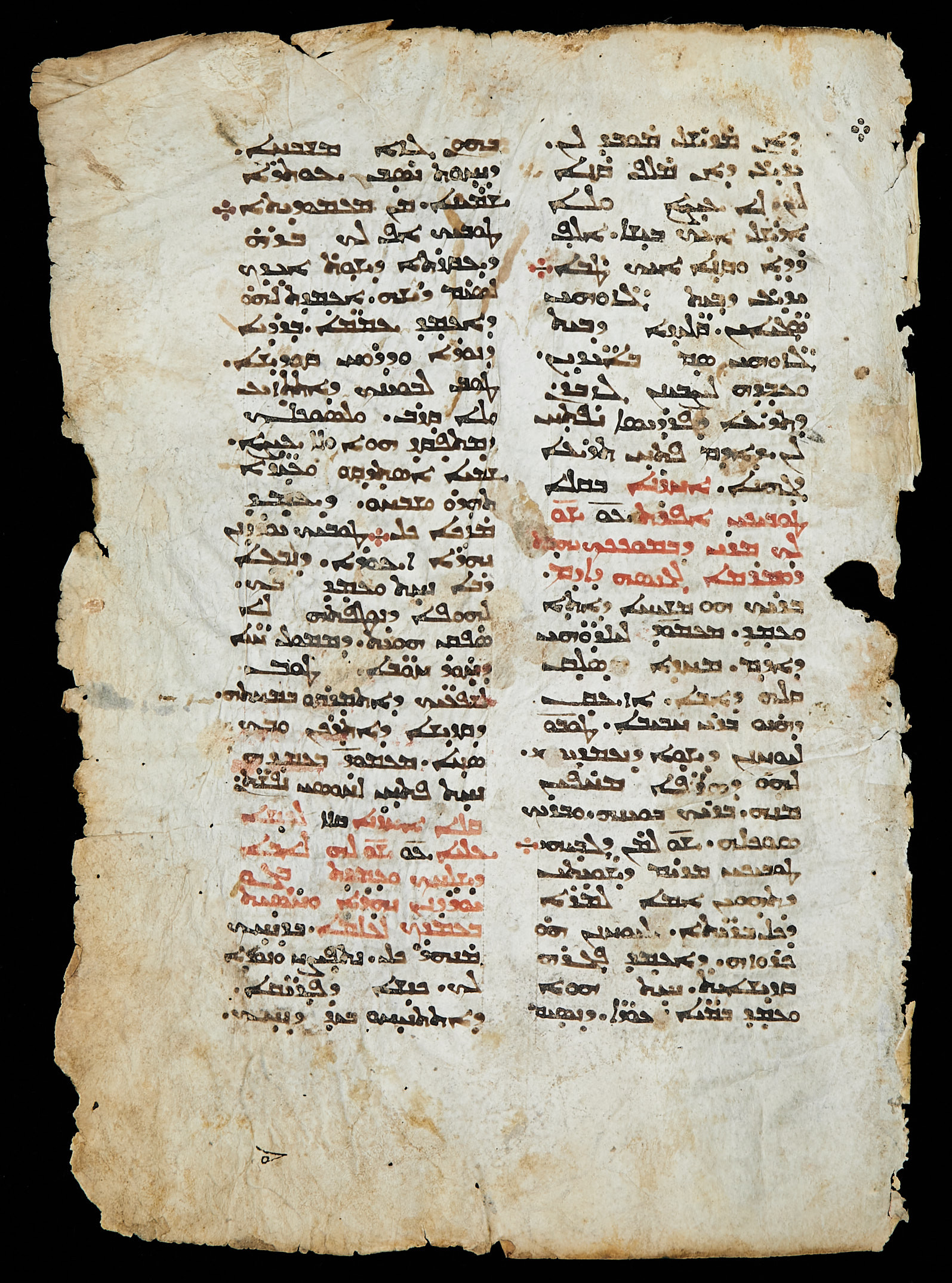
Manoscritto liturgico siriaco, XI sec.
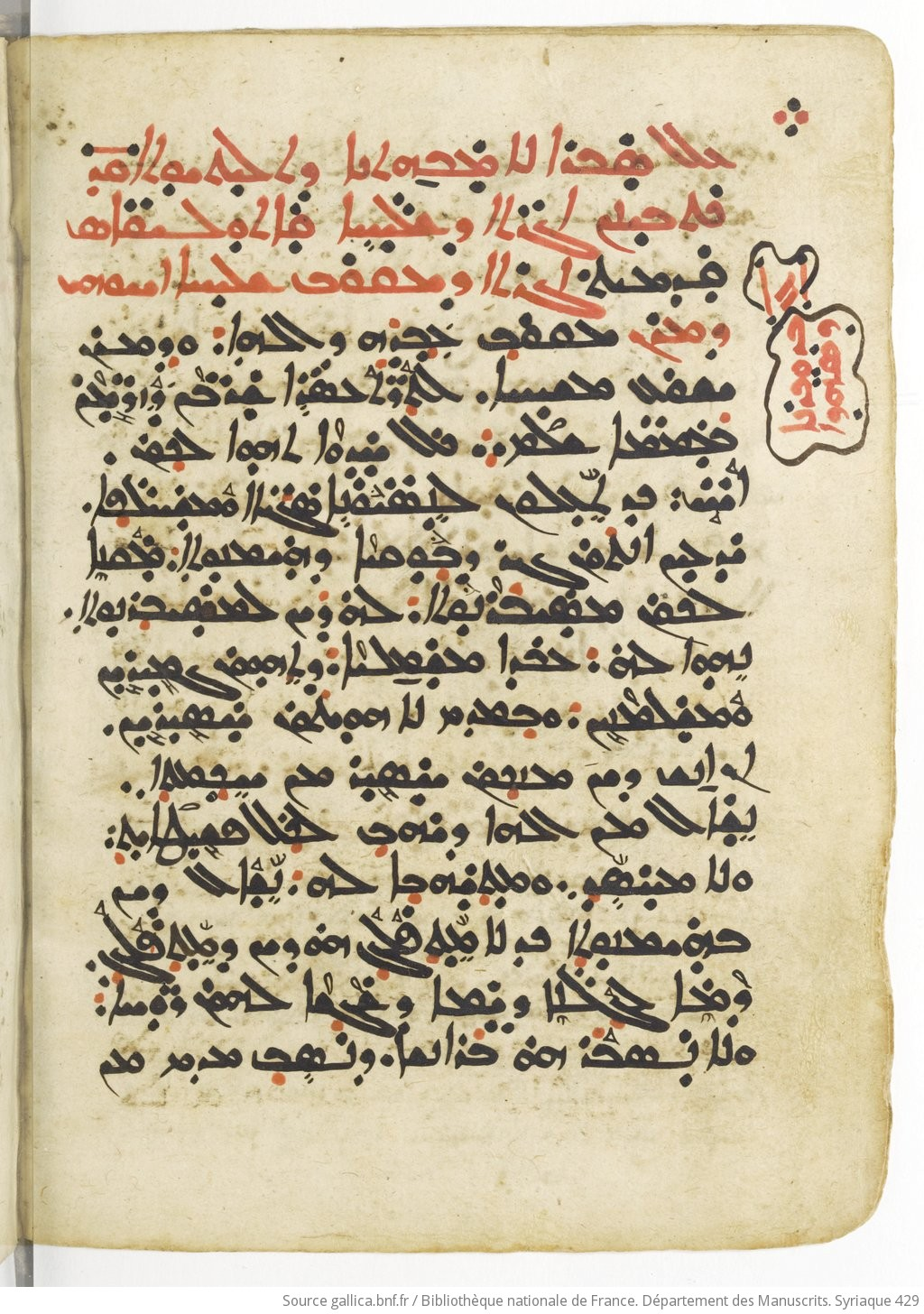
Manoscritto del Nuovo Testamento (Lettera di Giacomo), alfabeto serto, 1569.
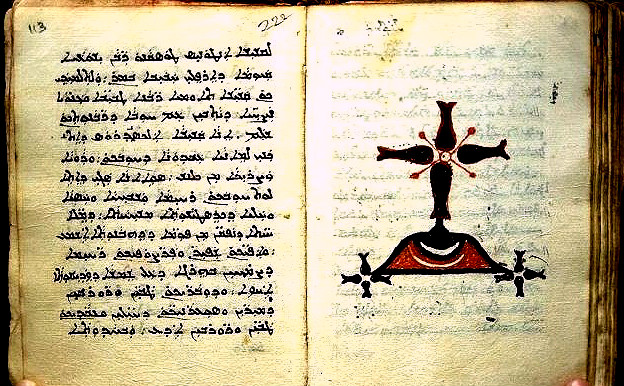
Siriaco classico in alfabeto nestoriano, Thrissur (India, 1799).

### Antologie ed opere anonime
- (IT)  Alessandro Mengozzi, L'invenzione del dialogo, Torino, Paideia, 2020, ISBN 978-88-3940-957-7
- (IT)  Giorgia Nicosia, Cristo a Harran. Profezie dei filosofi pagani su Cristo. Le collezioni siriache, Torino, Paideia, 2024, ISBN 978-88-3941-000-9
- (EN)  M.P. Penn, S.F. Johnson, C. Shepardson, C.M. Stang, Invitation to Syriac Christianity. An Anthology, Oakland (CA) USA, University of California Press, 2022, ISBN 978-05-2029-920-7
- (IT)  Fabrizio Angelo Pennacchietti, Il ladrone e il cherubino. Dramma liturgico cristiano orientale in siriaco e neoaramaico, Torino, Silvio Zamorani Editore, 1993, ISBN 978-88-7158-027-2
- (EN)  V. Ruggieri, E. Braida, M. Pavan, M. Bernabò, The Syriac Manuscript of Tur 'Abdin in the Fondo Grünewald, Roma, Valore Italiano, 2017, ISBN 978-8897789475
- (IT)  Emidio Vergani, Manuel Nin, La preghiera è il nostro ornamento. Una scelta di testi siriaci (IV-VII secolo), Milano, Centro Ambrosiano, 2017, ISBN 978-88-6894-180-2

### Storia della letteratura
- (EN)  Ignazio Aphram I Barsoum, The Scattered Pearls: a history of Syriac literature and sciences, edited and translated by Matti Moosa, Piscataway (NJ), Gorgias Press, 2003 [1943]
- (EN)  Nicholas Awde, Nineb Lamassu & Nicholas Al-Jeloo, Modern Aramaic (Assyrian/Syriac) Dictionary & Phrasebook: Introduction, pp. 5–14, Hippocrene Books, New York 2007, ISBN 978-0-7818-1087-6
- (DE)  Anton Baumstark, Die christlichen Literaturen des Orients, Leipzig, 1911
- (DE)  Anton Baumstark, Geschichte der syrischen Literatur, Bonn, 1922
- (IT)  Paolo Bettiolo, Lineamenti di patrologia siriaca; in: Antonio Quacquarelli (a cura di), "Complementi interdisciplinari di patrologia", Roma, Città Nuova, 1989, ISBN 978-8-831192-21-7, pp. 503–603
- (FR)  Françoise Briquel Chatonnet, Muriel Debié, Le monde syriaque. Sur les routes d'un christianisme ignoré, Paris, Les Belles Lettres, 2018 [2017], ISBN 978-2-251-44715-5
  - (EN)  F. Briquel Chatonnet, M. Debié, The Syriac World: In Search of a Forgotten Christianity, translated by Jeffrey Haines, New Haven and London, Yale University Press, 2023, ISBN 978-0-300-25353-5
- (EN)  Sebastian Brock, An Introduction to Syriac Studies, Piscataway (NJ), Gorgias Press, 2006
- (EN)  Sebastian Brock, A Brief Outline of Syriac Literature, 2nd ed., revised and enlarged, Kottayam, 2009
- (EN)  Sebastian Brock, Aaron Michael Butts, George Anton Kiraz & Lucas Van Rompay (a cura di), Gorgias Encyclopedic Dictionary of the Syriac Heritage, Piscataway (NJ), Gorgias Press, 2011
- (FR)  Jean-Baptiste Chabot, La littérature syriaque, Paris 1935
- (IT)  Hubertus R. Drobner, La letteratura siriaca; in: Hubertus R. Drobner, "Patrologia", Casale Monferrato (AL), Edizioni Piemme, 2002 [1998], ISBN 978-8838465031, pp. 690–704
- (FR)  Rubens Duval, La littérature syriaque, 3e éd., Paris 1907
- (EN)  Daniel King (a cura di), The Syriac World, London, Routledge, 2018, ISBN 978-1-138899-01-8
- (EN)  De Lacy O'Leary, The Syriac Church and Fathers, SPCK, 1909, ISBN 978-1-931956-05-5
- (IT)  Giacomo Prampolini, Siria. Lingua e letteratura, Grande dizionario enciclopedico UTET, vol. XI, pp. 943–944, Torino, UTET, 1933-1939
- (IT)  Giacomo Prampolini, La letteratura aramaico-cristiana o siriaca, in: Storia universale della letteratura, II, Torino, 1960
- (IT)  Giovanni Rinaldi, Le letterature antiche del vicino oriente, Collana Le letterature del mondo n. 29, Milano, Edizioni Accademia e Sansoni, 1968
- (EN)  William Wright, A Short History of Syriac Literature, Piscataway (NJ), Gorgias Press, 2001 [1894]

### Varia
- (IT)  Paolo Bizzeti, Sabino Chialà, Turchia. Chiese e monasteri di tradizione siriaca, Milano, TS Edizioni, 2022, ISBN 979-12-5471-031-9
- (IT)  Bishara Ebeid, Il Signore è il mio sposo. Simboli battesimali nella spiritualità siriaca antica, Napoli, Chirico, 2019, ISBN 978-8863621969